# Стенхаммар, Вильгельм
Карл Вильгельм Эуген Стенхаммар (швед. Carl Wilhelm Eugen Stenhammar; 7 февраля 1871, Стокгольм — 20 ноября 1927, Йонсеред) — шведский композитор, дирижёр и пианист. Сын композитора и архитектора Пера Ульрика Стенхаммара, принадлежал к роду, давшему целый ряд государственных и культурных деятелей.

## Биография
Систематического музыкального образования не получил (год учился в музыкальной школе Рихарда Андерссона в Стокгольме). В 1892 дебютировал как пианист и впоследствии был известен, в частности, выступлениями в дуэте со скрипачом Туром Аулином и в ансамбле с его струнным квартетом. В 1893 году сочинил четырёхчастный Первый фортепианный концерт, обнаруживающий влияние стиля Иоганнеса Брамса. Затем учился в Берлине, где попал под сильное влияние музыки Рихарда Вагнера и Антона Брукнера, особенно сказавшееся в Первой симфонии (1902—1903), а также во Втором фортепианном концерте (1903). В дальнейшем пересмотрел свои творческие ориентиры, опираясь на опыт Карла Нильсена и Яна Сибелиуса, дистанцировавшихся от германского музыкального влияния, и отрёкся от своей Первой симфонии. В 1906 г. возглавил Гётеборгский симфонический оркестр, руководил им до 1922 года. В 1909 году на короткий срок занял пост музыкального руководителя Упсальского университета и его оркестра. В 1923—1925 гг. дирижёр Стокгольмской Королевской оперы. Умер от инфаркта.
Стенхаммару принадлежат две законченные симфонии, из которых он признавал только Вторую (оp. 34, 1911—1915); небольшой фрагмент Третьей симфонии (несколько страниц партитуры) был позже записан под управлением Г. Н. Рождественского. Среди других произведений — два фортепианных концерта, пять фортепианных сонат, две оперы, струнные квартеты, хоровая музыка.
Наиболее популярны симфоническая увертюра «Excelsior!» op. 13, два Сентиментальных романса для скрипки с оркестром op. 28 (1910) и масштабная Серенада для большого оркестра op. 31 (2-я ред., 1919).